# Аній
А́ній (грец. Anios) — син Аполлона та Креуси (або Ройо), яку батько, розгніваний тим, що вона чекає дитини, посадив у скриню й кинув у море. Скриню прибило до Делосу, де й народився Аній, якого Аполлон навчив мистецтва пророкування, зробив своїм жерцем і володарем острова. Аній одружився з Доріппою. Аній допомагав грекам під час Троянської війни. Прийняв на Делосі Енея і одружив його зі своєю донькою Лавінією. Мав ще сина Андроса.